# Valkiri
Valkiri je jihoafrický raketomet. Po jihoafrickém střetnutí s BM-21 Grad byl do armády zaveden jednoduchý raketomet Valkiri. Tento systém na odpalování většího množství výbušných náloží se montuje na podvozek nákladního auta 4x4 Samil.